# Giáo phận Fukuoka
Giáo phận Fukuoka (カトリック福岡司教区) (tiếng Latinh: Dioecesis Fukuokaensis) là một giáo phận của Giáo hội Công giáo Rôma ở Nhật Bản. Địa giới của Giáo phận bao gồm các tỉnh Fukuoka, Saga, và Kumamoto. Nhà thờ chính tòa Đức Mẹ Mân Côi, còn được biết đến với tên gọi Nhà thờ Daimyōmachi (tiếng Nhật: 大名町教会) là nhà thờ chính tòa của giáo phận.

## Lịch sử
- 1846 - Hạt Đại diện Tông tòa Nhật Bản được thành lập, với tòa giám mục đặt tại Yokohama.
- 1866 - Tòa giám mục được chuyển đến Nagasaki.
- 1876 - Ngày 22/5, Hạt Đại diện Tông tòa Nhật Bản được tách ra thành Hạt Đại diện Tông tòa Bắc Nhật Bản (hiện là Tổng giáo phận Tokyo) và Hạt Đại diện Tông tòa Nam Nhật Bản (hiện là Tổng giáo phận Nagasaki), trong đó Hạt Đại diện Tông tòa Nam Nhật Bản quản lí các vùng Kinki, Chūgoku, Shikoku và Kyūshū.
- 1888 - Hạt Đại diện Tông tòa Chūbu được thành lập, tiếp nhận các vùng Kinki, Chūgoku, Shikoku từ Hạt Đại diện Tông tòa cũ, và được giao cho Hội Thừa sai Paris quản lí.
- 1891 - Ngày 15/6, Hạt Đại diện Tông tòa Nam Nhật Bản được nâng cấp thành Giáo phận Nagasaki.
- 1927 - Ngày 18/3, Hạt Phủ doãn Tông tòa Kagoshima (hiện là Giáo phận Kagoshima) được thành lập trên diện tích các tỉnh Kagoshima và Okinawa tách ra từ Giáo phận Nagasaki. Ngày 16/7, Giáo phận Fukuoka được thành lập với địa giới gồm các tỉnh Fukuoka, Saga, Kumamoto, Miyazaki và Ōita tách ra từ Giáo phận Nagasaki và được giao cho các tu sĩ Hội Thừa sai Paris quản lí.
- 1928 - Ngày 29/3, các nhiệm vụ truyền giáo tại các tỉnh Miyazaki và Ōita được chuyển giao từ các tu sĩ Hội Thừa sai Paris cho các tu sĩ thuộc Dòng Salêdiêng Don Bosco.
- 1935 - Ngày 28/1, Hạt Phủ doãn Tông tòa Miyazaki (hiện là Giáo phận Ōita) được thành lập trên diện tích các tỉnh Miyazaki và Ōita tách ra từ Giáo phận Fukuoka. Kể từ đó, Giáo phận Fukuoka chỉ quản lí 3 tỉnh Fukuoka, Saga và Kumamoto.

## Giám mục Giáo phận
- Tiên khởi – Fernand-Jean-Joseph Thiry (Hội Thừa sai Paris) (1927 – 1930)
- 2 – Albert Henri Charles Breton (Hội Thừa sai Paris) (1930 – 1941)
- Giám quản Tông tòa - Đa Minh Fukahori Senyemon (1941 – 1944）
- 3 – Đa Minh Fukahori Senyemon (1944 – 1969)
- 4 – Phêrô Hirata Saburō (1969 – 1990)
- 5 – Giuse Matsunaga Hisajirō (1991 – 2006)
- 6 – Đa Minh Miyahara Ryōji (2008 – 2019)
- Giám quản Tông tòa - Phêrô Sugihara Hironobu (2019 - 2020)[1]
- 7 – Josep Maria Abella Batlle (C.M.F.) (2020 － hiện tại)[2][3]